# Elton Motello
Elton Motello est un groupe de punk rock et new wave britannique. Fondé en 1975 et dissous en 1980, il a laissé deux albums et deux singles, dont le plus connu du grand public est Jet Boy, Jet Girl, pendant anglophone de Ça plane pour moi, paru en 1978.

## Historique
Elton Motello est à la fois le pseudonyme d'Alan Ward, auteur et compositeur du groupe, et le nom du groupe dans son ensemble. Ward est un ancien membre du groupe de punk Bastard, tout comme le guitariste Brian James — également membre de London SS — et le batteur Nobby Goff. En 1975, ils fondent Elton Motello (jeu de mots sur Elton John et Elvis Costello), avec le bassiste belge Yves Kengen. L'année suivante, en 1976, James rejoint le groupe The Damned et quitte Elton Motello. Plusieurs musiciens se sont succédé au sein du groupe, dont Plastic Bertrand qui en est un temps le batteur.
Le groupe tourne beaucoup en Belgique et sort en novembre 1977 son premier single, Jet Boy, Jet Girl sur le label belge RKM. Ce single est enregistré par des musiciens de studio, et remporte un certain succès en Australie où il entre dans le top 40. Comme l'indique Alan Ward dans une interview pour L'Express accordée en juillet 2010, cette chanson est l'œuvre de Lou Deprijck. Ward en écrit les paroles anglophones simultanément à Yves Lacomblez qui en fait une version francophone, Ça plane pour moi interprétée par Plastic Bertrand, tandis que Lou Deprijck est le maître d'œuvre.
En 1978, le groupe, composé de Ward, Peter Goff (guitare), Willie Change (basse) et Nobby Goff, enregistre son premier album, Victim of Time, avec les participations de Mike Butcher, guitariste sur Jet Boy, Jet Girl, et du batteur Twink. En 1980, Elton Motello, avec Butcher, Andrew Goldberg, J.P. Martins et Walter Meter, enregistre un nouvel album, Pop Art. Deux singles en sont extraits et le groupe se sépare à la fin de l'année.

## Discographie

### Albums studio
- 1978 : Victim of Time (Attic)
- 1980 : Pop Art (Edge/Passport)

### Singles
- 1978 : Jet Boy, Jet Girl (RKM, Belgique)
- 1980 : 20th Century Fox (Edge)
- 1980 : Pop Art (Passport)